# Díszes tarkalepke
A díszes tarkalepke (Euphydryas maturna) eurázsiai elterjedésű nappali lepkefaj. Európában visszaszorulóban van, megóvása a magyarországi természetvédelem egyik prioritása.

## Előfordulása

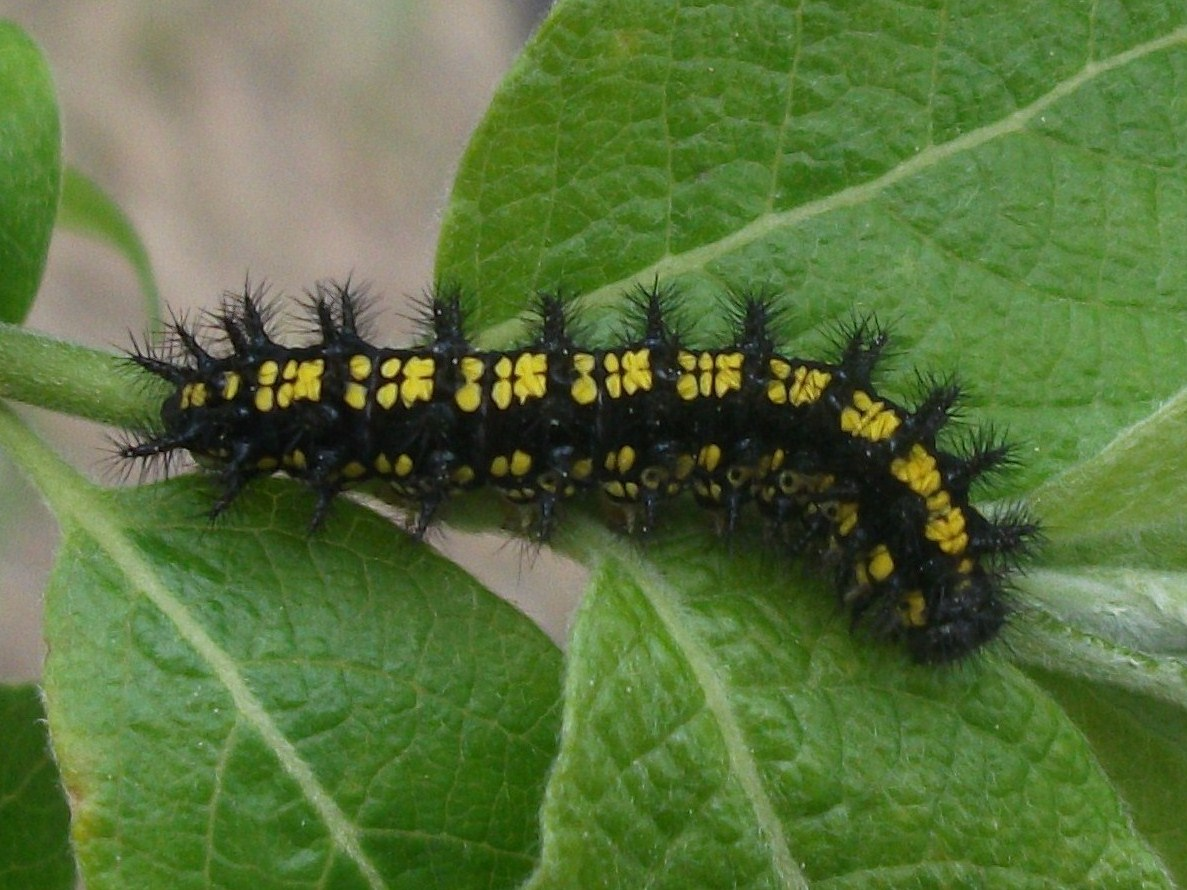
Hernyója

Eurázsiai elterjedésű faj, Franciaországtól egészen a Bajkálontúlig megtalálható. Európában élőhelye pusztulása/megváltozása miatt visszaszorulóban van. Belgiumból és Luxemburgból teljesen kipusztult, Németországból, Ausztriából és Franciaországból jórészt eltűnt. Legnagyobb európai állományai a Kárpát-medencében a Baltikumban és Dél-Finnországban vannak. Magyarországon elsősorban a síkvidéki keményfaerdők lakója (Gemenc, Dráva-sík, Körös-vidék, Szatmár-Beregi sík), de előfordul a Somogyi-dombságon és a Nyírség kocsányos tölgyeseiben is. A Dunántúli-középhegységben régebben gyakori volt, azonban több élőhelyéről eltűnt. Sajóládon és Girincsen az erdők tarvágása miatt a helyi populációja kipusztult; emiatt az Európai Bizottság kötelezettségszegési eljárást kezdeményezett Magyarországgal szemben. 1993-ban a Gyula melletti Kőris-erdőben a gyapjaslepke elleni vegyszeres védekezés miatt négy évre teljesen eltűnt a díszes tarkalepke és ezután is csak lassan regenerálódik helyi populációja.

## Megjelenése

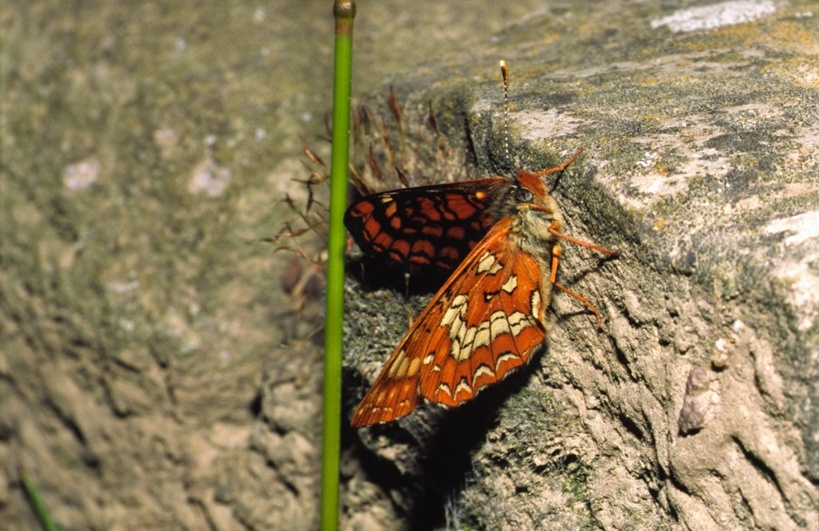
Szárnya hátoldala

A díszes tarkalepke szárnyfesztávolsága 35–45 mm, a nőstények valamivel nagyobbak. Szárnyai elülső oldala fekete (vagy sötétbarna)-narancsvörös (kisebb mértékben halványsárga) mintázatú. A hátsó szárnyak peremén a vörös foltsorban a hasonló lápi tarkalepkétől eltérően nincsenek fekete pontok. Szárnyai hátsó oldala halvány kénsárgán-narancssárgán mintázottak.
Hernyója fekete, oldalán és hátán élénksárga foltsorral. Színével rossz ízére és szagára figyelmeztet, amely az elfogyasztott levelekből származó méreganyagok következménye. Egész testét elágazó, fekete áltüskék borítják.
Bábja csontszín alapon apró fekete és narancs pettyes, feltűnő, ám a ragadozók számára szintén élvezhetetlen.

## Életmódja

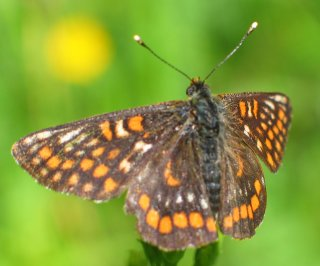

Az imágók május-júniusban repülnek, főleg reggel-délelőtt és kora délután; ezután a lombkoronában pihennek. Nektárral táplálkoznak, fő forrásaik az erdei, erdőszéli magaskórósok növényei: erdei turbolya (Anthriscus silvester), mocsári kocsord (Peucedanum palustre), medvetalp (Heracleum sphondyleum), illetve réti margitvirág (Leucanthemum vulgare), aszatok (Cirsium spp.), vagy a közönséges fagyal (Ligustrum vulgare), veresgyűrű som (Cornus sanguinea) és tatár juhar (Acer tataricum). A nőstény valamilyen fás szárú tápnövény leveleire rakja le petéit. A tápnövény többnyire valamilyen kőrisfaj (Fraxinus spp.), esetleg (a Kelet-Alföld kocsányos-tölgyeseiben) fagyal. A növénynek félárnyákos helyen, erdőszélen kell lennie. A 2-300, kezdetben narancsszínű, később téglavörösre sötétülő petét a fiatal hajtások leveleinek fonákjára ragasztja a nőstény lepke. A mintegy 10 nap múlva kikelő hernyók társas szövedéket készítenek, ebből járnak ki táplálkozni. A 3. lárvastádiumban behúzódnak az avarba és áttelelnek. Tavasszal nem másznak vissza a lombkoronába, hanem lágyszárú növényeken, az Alföldön (Bereg-Szatmári-sík, Nyírség, Körös-vidék) kizárólag a borostyánlevelű veronikán (Veronica hederifolia) táplálkoznak. Egyéb területeken a Lonicera, Scrophulariaceae (Veronica fajok), Plantaginaceae (Plantago ssp.) vagy Valerianaceae (Valeriana ssp.) családok képviselői is tápnövényül szolgálnak. Márciustól májusig növekednek, majd fatörzsekre, erdei épületek falaira, kerítéseire, félárnyékos helyre függeszkedve bebábozódnak. A bábból 8-10 nap múlva kelnek ki a lepkék.
A díszes tarkalepke különösen érzékeny környezete változására, mert életciklusához egyszerre van szüksége a cserje- (nektárforrás), fa- (hernyó elsődleges tápláléka) és lágyszárúszint (hernyó másodlagos tápláléka) növényeire.
Magyarországon védett, természetvédelmi értéke 50 000 Ft.